# Ай (Башкортостан)
Ай (баш. Әй) — деревня в Мечетлинском районе Башкортостана, входит в состав Алегазовского сельсовета.

## География
Деревня находится на левом берегу реки Ай. Абсолютная высота — 228 м над уровнем моря.

### Географическое положение
Расстояние до:
- районного центра (Большеустьикинское): 7 км,
- центра сельсовета (Алегазово): 6 км,
- ближайшей ж/д станции (Красноуфимск): 124 км.

## Население
| 1939 | 1959 | 1970 | 1979 | 1989 | 2002 | 2009 |
| ---- | ---- | ---- | ---- | ---- | ---- | ---- |
| 43   | ↗151 | ↘110 | ↘75  | ↘40  | ↗50  | ↘39  |
| 2010 |      |      |      |      |      |      |
| ↘33  |      |      |      |      |      |      |

### Национальный состав
Согласно переписи 2002 года, преобладающая национальность — русские (80 %).

## Улицы
В деревне имеется одна улица — Айская.